# Paragon (Indiana)
Paragon és una població dels Estats Units a l'estat d'Indiana. Segons el cens del 2000 tenia 648 habitants.

## Demografia
Segons el cens del 2000, Paragon tenia 663 habitants, 237 habitatges, i 176 famílies. La densitat de població era de 1.023,9 habitants/km².
Dels 237 habitatges en un 39,7% hi vivien nens de menys de 18 anys, en un 62,4% hi vivien parelles casades, en un 6,8% dones solteres, i en un 25,7% no eren unitats familiars. En el 18,1% dels habitatges hi vivien persones soles l'11,8% de les quals corresponia a persones de 65 anys o més que vivien soles. El nombre mitjà de persones vivint en cada habitatge era de 2,8 i el nombre mitjà de persones que vivien en cada família era de 3,18.
Per edats la població es repartia de la següent manera: un 32,4% tenia menys de 18 anys, un 7,8% entre 18 i 24, un 29,9% entre 25 i 44, un 19% de 45 a 60 i un 10,9% 65 anys o més.
L'edat mediana era de 31 anys. Per cada 100 dones de 18 o més anys hi havia 99,1 homes.
La renda mediana per habitatge era de 37.333 $ i la renda mediana per família de 38.971 $. Els homes tenien una renda mediana de 33.750 $ mentre que les dones 21.354 $. La renda per capita de la població era de 14.193 $. Entorn de l'11,5% de les famílies i el 13,3% de la població estaven per davall del llindar de pobresa.

## Poblacions més properes
El següent diagrama mostra les poblacions més properes.